# At-Tahrim
At-Tahrim  (arabe : سُورَةُ ٱلتَّحْرِيمِ, français : L’Interdiction) est le nom traditionnellement donné à la 66e sourate du Coran, le livre sacré de l'islam. Elle comporte 12 versets. Rédigée en arabe comme l'ensemble de l'œuvre religieuse, elle fut proclamée, selon la tradition musulmane, durant la période médinoise.

## Origine du nom
Bien que le titre ne fasse pas directement partie du texte coranique, la tradition musulmane a donné comme nom à cette sourate L’Interdiction, en référence au contenu du premier verset : « 1. Ô Prophète ! Pourquoi interdis-tu ce que Dieu t'a rendu licite, pour rechercher la satisfaction de tes épouses ? Dieu est Pardonneur, Miséricordieux. ».
Cette sourate médinoise de douze versets porte parfois d’autres titres comme « Le Prophète ».

## Historique
Il n'existe à ce jour pas de sources ou documents historiques permettant de s'assurer de l'ordre chronologique des sourates du Coran. Néanmoins selon une chronologie musulmane attribuée à Ǧaʿfar al-Ṣādiq (VIIIe siècle) et largement diffusée en 1924 sous l’autorité d’al-Azhar,, cette sourate occupe la 107e place. Elle aurait été proclamée pendant la période médinoise, c'est-à-dire schématiquement durant la seconde partie de la vie de Mahomet, après avoir quitté La Mecque. Contestée dès le XIXe par des recherches universitaires, cette chronologie a été revue par Nöldeke,, pour qui cette sourate est la 109e.
Malgré une apparence homogène, plusieurs sections de périodes différentes forment cette sourate. Le v.9, lui, n’appartient probablement pas originellement à cette sourate.

## Interprétations

### Versets 1-5: adresse au Prophète
Le premier verset est une adresse au « Prophète », similaire à celle de la sourate précédente, At-Talaq (La Répudiation). Cependant, une différence apparaît dans le fait qu’elle soit interrogative. Néanmoins, Neuenkirchen se demande si la lecture du mot lima (« Pourquoi ? ») n’est pas une mauvaise interprétation du terme lam (particule impérative), les deux étant identiques dans les anciens Coran non vocalisés. Cette phrase serait donc un impératif, comme dans la sourate 5.
Ce premier est, comme très souvent dans le Coran, très allusif. Il est impossible, par le texte, d’identifier les protagonistes ou le contexte. Ce n’est qu’à posteriori que la tradition « tentera de faire parler ces silences ».
Le verset 2 semble déconnecté du précédent. Il trouve une correspondance dans un texte législatif de la communauté de Qumrân.
L’expression « le vertueux des croyants » n’apparaît nulle part ailleurs dans le Coran. Le sens reste inconnu, malgré les interprétations des exégètes musulmans. Pour Blachère, elle est une interpolation tardive. Pour Neuenkirchen, la phrase originale serait seulement : « Dieu est son allié, et de surcroît [son] assistance ».

Texte de la sourate (Coran datant de 1874)
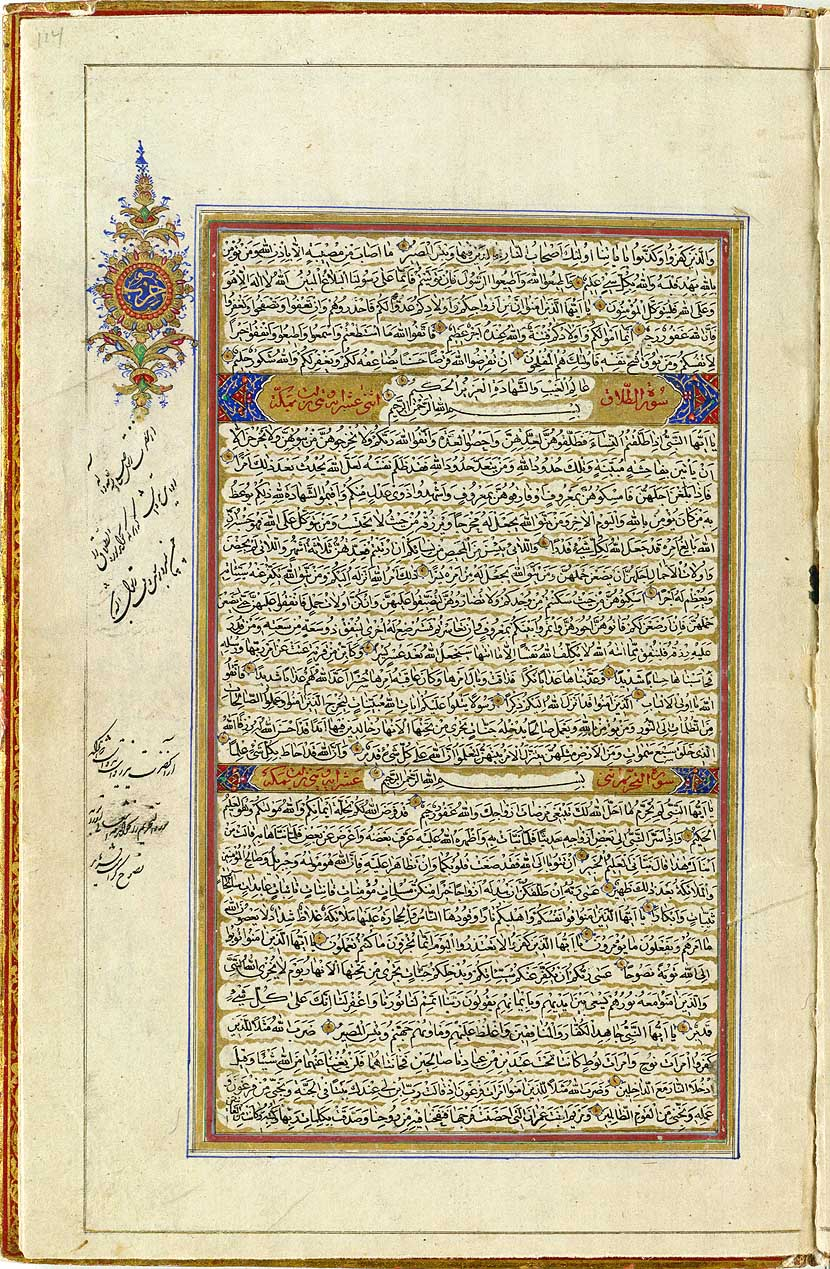